# 服飾学校
服飾学校（ふくしょくがっこう）は、服飾デザインを指導する学校。

## 主な服飾学校

### ヨーロッパ
- アントウェルペン王立芸術学院
- イスティテュート・マランゴーニ
- セントラル・セント・マーチンズ・カレッジ・オブ・アート・アンド・デザイン

### 北米
- パーソンズ・スクール・オブ・デザイン

### 中国
- 東華大学
- 北京服装学院

### 日本
- 愛知服飾専門学校
- 青山ファッションカレッジ
- 財団法人池田服装学園
- 石田あさきトータルファッション専門学校
- 一宮服飾専門学校
- 今井学園名古屋社会福祉・服飾専門学校
- いわき文化服飾専門学校
- 上田安子服飾専門学校
- エスモードジャポン
- NSGグループ国際トータルファッション専門学校
- 大垣文化総合専門学校服装科
- 大阪ファッションデザイン専門学校
- 大阪服飾造形専門学校服装学科
- 大阪文化服装学院
- 沖縄ブライダル・モード学園
- 織田ファッション専門学校、織田きもの専門学校
- 金沢文化服装学院
- 岐阜県立岐阜城北高等学校ファッション科
- 釧路服飾専門学校
- 学校法人窪田服装学園
- 鴻池学園高等専修学校
- 神戸ファッション造形大学
- 神戸ファッション専門学校
- 国際ビューティ・ファッション専門学校
- 後藤文化服装学院
- 小峰服飾専門学校
- 学校法人白百合学園 (栃木県)白百合学園服飾専門学校
- 杉野服飾大学・杉野服飾大学短期大学部服装学科
- 専門学校ファッションカレッジ桜丘
- ディーズファッション専門学校
- 東京田中千代服装学園
- 東京田中短期大学田中千代服飾専門学校
- 東京トフィ・ファッション専門学校
- 東京服飾専門学校
- 東京服装学園
- 東洋ファッションデザイン専門学校
- 学校法人徳島文化服装学院
- ドレスメーカー学院
- 富山文化服装学院
- 名古屋ファッション専門学校
- 名古屋学芸大学短期大学部服装科
- 名古屋女子大学短期大学部服飾専攻
- 名古屋文化短期大学名古屋服飾専門学校
- 七尾服飾専門学校
- 奈良高等専修学校 ファッション科
- 華服飾専門学校
- 原田服飾専門学校
- 阪神家政高等専修学校ファッション科
- ひまわり服飾専門学校
- 広島ファッション専門学校
- 平野ドレスメーカー専門学校服装科
- 専門学校福井文化服装学院
- 福岡大村美容ファッション専門学校
- 富士吉田文化服装学院
- 船橋ファッション&ビジネス専門学校
- 文化女子大学室蘭短期大学生活教養科
- 文化女子大学短期大学部服装学科
- 文化服装学院
- 文化服飾専門学校
- 前橋文化服装専門学校服装科
- 松江ソーイングアカデミー（島根県松江市）
- ファッション専門学校常磐女学院（2007年閉校）
- 緑ドレスメーカー服飾専門学校
- 宮城文化服装学院
- 武蔵丘短期大学武蔵野服飾専門学校
- モード学園
- 学校法人山口文化服飾専門学校
- 学校法人山本学園 (愛知県)中部ファッション専門学校
- 学校法人山本学園 (神奈川)山本文化服装学院

#### 職業訓練施設
- 大阪府立夕陽丘高等職業技術専門校アパレル科
- 九州洋裁職業訓練校アパレル系洋裁科
- 茨城県洋裁高等職業訓練校アパレル洋裁
- 滋賀県立草津高等技術専門校アパレル系服飾科
- 岩手県アパレル協同組合職業訓練校